# (504423) 2008 AZ28
(504423) 2008 AZ28 – planetoida należąca do pasa głównego asteroid. Została odkryta 3 stycznia 2008 roku przez trzech amerykańskich gimnazjalistów Connora Leipolda, Tima Pastikę i Kyle’a Simpsona. Odkrycia dokonano używając zdalnie sterowanych przez internet teleskopów, należących do Calvin College z Grand Rapids. Odkrycie zostało potwierdzone przez Minor Planet Center z Cambridge. Nazwa planetoidy jest oznaczeniem tymczasowym. Obiekt ten był obserwowany już wcześniej i otrzymał oznaczenie tymczasowe: 2001 SN322.
(504423) 2008 AZ28 okrąża Słońce w ciągu 5 lat i 124 dni w średniej odległości 3,05 j.a.